# Нікітченко Іона Тимофійович

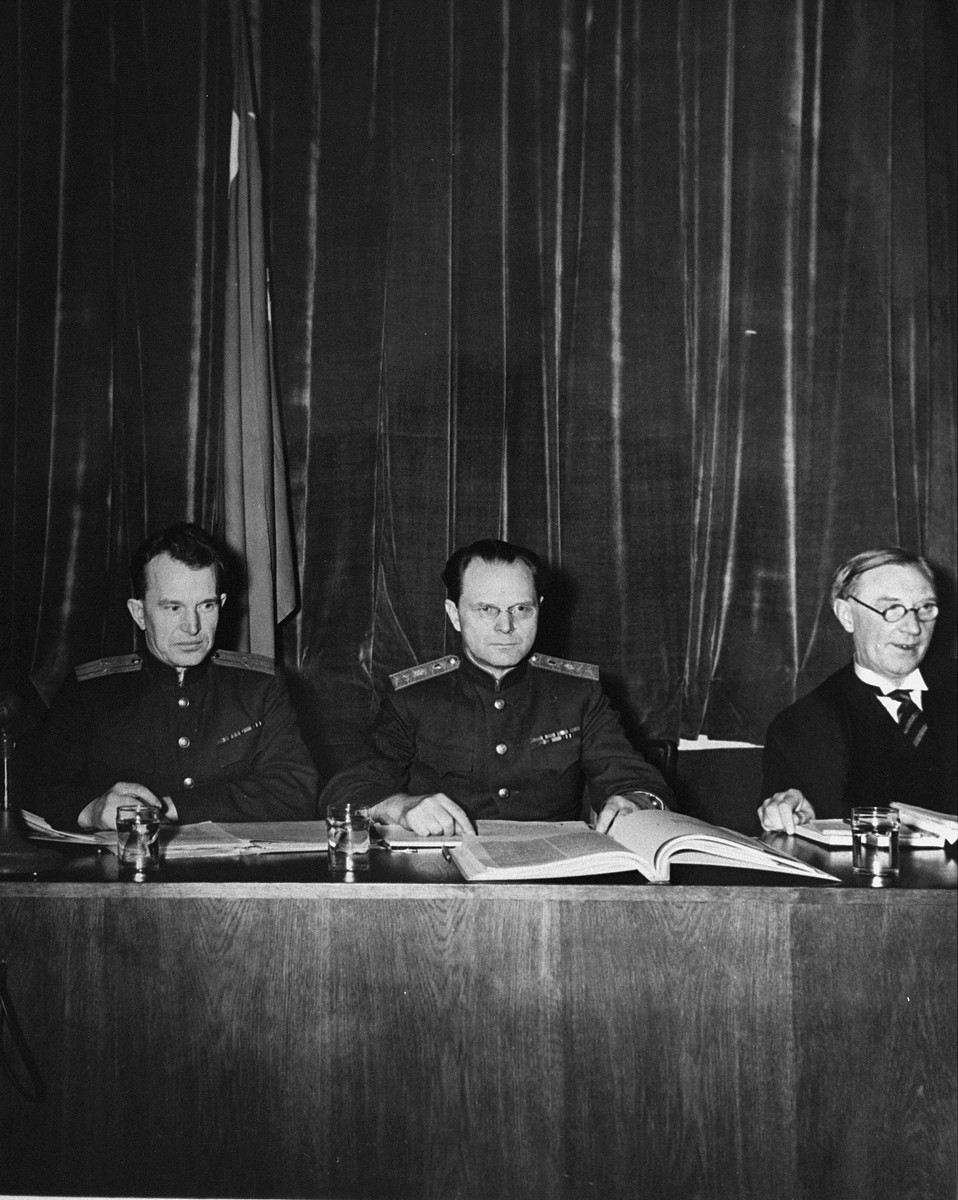

Іона (Іон) Тимофійович Нікітченко (28 червня 1895, Тузлуков — 22 квітня 1967, Москва) — радянський юрист, генерал-майор юстиції (1943), член Міжнародного військового трибуналу в Нюрнберзі від СРСР, суддя Верховного Суду СРСР.

## Біографія
Народився на хуторі Тузлуков (Багаєвський район, Ростовська область) у селянській родині. У 1908 році закінчив сільську школу на хуторі Тузлуков, потім Новочеркаське вище початкове училище та Новочеркаське землемірне училище. Працював реєстратором, селянином, креслярем, завідувачем гірничого відділу Новочеркаського окрвиконкому. Навчався, але не закінчив Донський політехнічний інститут.
З 1916 член РСДРП (б). З листопада 1917 по лютий 1918 виконував обов'язки начальника дільничної дружини Червоної гвардії міста Новочеркаськ. У березні-травні 1918 — боєць 1-го Донського Революційного Титовського полку. Брав участь у боях під Новочеркаськом. З травня по грудень 1918 року комісар центрального житлового відділу Ради міських комісарів (Саратов). З грудня 1918 по лютий 1920 року — завідувач підвідділу інформації та зв'язку політвідділу 4-ї армії та Південної групи військ (Самара). У березні 1919 року брав участь у боях під Уральськом. У лютому-березні 1920 політпрацівник політуправління Туркестанського фронту.
До травня 1920 року — секретар Уповноваженого Реввійськради Туркфронту в Семиріччі Д. А. Фурманова. Брав участь у придушенні Верненського повстання.

Иона может часами почти недвижимо оставаться на месте и думать, обдумывать или спокойно и тихо говорить, спокойно и многоуспешно, отлично делать какое-нибудь дело… Глядишь на него, и представляется: попадает он в плен какому-нибудь белому офицерскому батальону, станут, сукины сыны, его четвертовать, станут шкуру сдирать, а он посмотрит кротко и молвит:

— Осторожней… Тише… Можно и без драки шкуру снять…— Д. А. Фурманов. Мятеж. — М. : Правда, 1985. — 632 с. — 500000 прим.
З травня 1920 року — заступник голови Військового трибуналу Семиреченської групи військ.
З липня 1920 голова відділу Військового трибуналу Туркфронта в Джаркенті. З вересня 1920 голова Військового трибуналу Семиреченської групи військ, член колегії військового трибуналу Туркестанського фронту, заступник голови військового трибуналу Ферганської групи військ. З березня 1922 член колегії Військового трибуналу Туркестанського фронту, а з березня 1923 голова цього ж трибуналу.
У 1924 році переведений до Москви і призначений на посаду члена колегії Військового трибуналу Московського військового округу. У 1924-1926 pp. член контрольної комісії РКІ Фрунзенського району м. Москва. З 1 січня 1926 по 19 червня 1935 — голова Військового трибуналу Московського військового округу. У 1926-1935 pp. член окружної партійної комісії Московського військового округу.
У 1928 році закінчив 1-й Московський державний університет. До серпня 1938 року виконував обов'язки заступника голови Воєнної колегії Верховного Суду СРСР. З вересня 1938 заступник голови Верховного Суду СРСР.

### Великий терор
Будучи заступником Голови Військової колегії Верховного суду СРСР В. В. Ульріха, І. Т. Нікітченко брав активну участь у політичних процесах над «ворогами народу» наприкінці 1930-х років.
Зокрема, він входив (як головуючий або член) до складу судових колегій, які винесли наступні вироки:
- у справі «Об'єднаного троцькістсько-зінов'євського центру» (підсудні Г. Є. Зінов'єв, Л. Б. Каменєв-Розенфельд, Г. Є. Євдокимов, І. П. Бакаєв тощо, усього 16 осіб) — всі засуджені до розстрілу, вирок винесений 24 серпня 1936, згодом всі підсудні реабілітовані[1][2];

- за звинуваченням у шпигунстві на користь Японії сходознавця, академіка АН СРСР А. Н. Самойловича — засуджений до розстрілу, вирок винесений 13 лютого 1938, згодом реабілітований[3];

- за звинуваченням у шкідництві та шпигунстві Я. Е. Рудзутака — засуджений до розстрілу, вирок винесений 28 липня 1938, згодом реабілітований[4];

- за звинуваченням в участі в антирадянській змові П. Ю. Дибенко — засуджений до розстрілу, вирок винесений 29 липня 1938, згодом реабілітований[5];

- у справі про оголошення (заочне) Ф. Ф. Раскольникова «поза законом» — вирок винесено 17 липня 1939[6];

- за звинуваченням у шпигунстві та змові на користь Великої Британії англійської підданої Роуз Коен, журналістки, завідувачки іноземного відділу газети Moscow Daily News. Вирок ухвалено 28 листопада 1937, згодом реабілітована;
- та в інших справах.

Комісія ЦК КПРС зі встановлення причин масових репресій проти членів та кандидатів у члени ЦК ВКП(б), обраних на XVII з'їзді партії, у своїй доповіді Політбюро ЦК КПРС від 9 лютого 1956 року про діяльність І. Т. Нікітченко в аналізований період наголошувала на наступному:
|  | Установлены факты, когда Военная Коллегия Верховного Суда СССР дошла до вынесения приговоров по телеграфу. Бывший член Военной Коллегии Верховного Суда СССР Никитченко (ныне генерал-майор в отставке), возглавляя выездную сессию на Дальнем Востоке, не видя дел и обвиняемых, вынес по телеграфу 102 приговора. Тот же Никитченко, находясь на Дальнем Востоке, не только не вскрывал проводившуюся там органами НКВД массовую фальсификацию дел, но, наоборот, всячески потворствовал этой фальсификации и способствовал её внедрению в работу аппарата НКВД. В Управлении НКВД по Дальневосточному краю существовала продуманная система «подготовки» арестованных к заседаниям Военной Коллегии, о чем было известно Никитченко, поощрявшему эту преступную практику. |

Нікітченко виїжджав у регіони (Ленінград, Далекий Схід), де головував на процесах за звинуваченням регіональних керівників у контрреволюційній діяльності. Справи розглядав за принципом «конвеєра». 8 серпня 1940 року партколегія КПК при ЦК ВКП(б) наклала на нього стягнення — сувору догану — за систематичні процесуальні порушення під час розгляду справ на Далекому Сході.
Нікітченко брав участь у чистках органів військової юстиції в роки Великого терору. Обирався депутатом Верховної Ради РРФСР. У Верховній Раді РРФСР працював головою комісії законодавчих припущень. Брав участь у розробці проекту Кримінального Кодексу СРСР (1939).
У серпні 1941 року відряджений Народним комісаріатом юстиції СРСР та Військовою колегією Верховного суду СРСР на Північно-Західний фронт — уповноваженим з організації військових трибуналів. З 18 серпня 1942 року по 18 червня 1949 року працював головою Військової залізничної колегії Верховного суду СРСР.

### Лондонська конференція
25 червня 1945 року відряджений Урядом СРСР до Лондона для участі в переговорах із представниками США, Великої Британії та Франції для укладання угоди про суд над головними німецькими військовими злочинцями.
І. Т. Нікітченко та А. Н. Трайнін представляли СРСР на Лондонській конференції основних країн-союзників (СРСР, Великої Британії, США) та Франції, що проходила з 26 червня по 8 серпня 1945 року. Ця конференція була скликана з метою започаткування Міжнародного трибуналу над військовими злочинцями та визначення принципів його роботи.
На Лондонській конференції І. Т. Нікітченко виступав за вироблення такої процедури для Міжнародного трибуналу, яка поєднувала б у собі риси континентального та англосаксонського права та полегшувала б роботу суду. Через це позиція радянської делегації часто зближалася з позицією Франції (також відноситься до сім'ї континентального права) і нерідко розходилася з позиціями США та Англії, які прагнули організації трибуналу переважно на принципах, властивих англосаксонської правової сім'ї.
У результаті, за значною кількістю організаційних та процесуальних питань було знайдено компромісні рішення. Зокрема, було прийнято такі пропозиції Радянської делегації:
- встановлено принцип черговості в призначенні голови трибуналу (замість запропонованого раніше принципу жеребкування);
- місцем постійного знаходження трибуналу визначено Берлін, а місцем проведення процесу — Нюрнберг (це рішення — наслідок компромісу між делегаціями СРСР та США, перша з яких пропонувала провести процес у Берліні, а друга — у Нюрнберзі);
- підсудним надано право останнього слова;
- визначено, що обвинувальні висновки мають бути докладними (в англосаксонській системі обвинувальний акт представляє лише формулу обвинувачення);
- встановлено звільнення з необхідності доведення загальновідомих фактів, а офіційні акти країн-союзниць вирішено приймати без доказів;
- суд отримав право відхиляти докази чи свідчення свідків, якщо він знайде їх такими, що не належать до справи;
- вирішено було відмовитися від стадії попереднього слухання справи, властивої англосаксонському процесу;
- Суд отримав право допитувати підсудних (спочатку це формулювання не знаходила підтримки у делегацій США та Великої Британії, оскільки англосаксонська система допускає допит обвинуваченого судом лише як свідка і лише при пред'явленні доказів захисту).

### Нюрнберзький процес
Призначений членом Міжнародного Військового трибуналу від СРСР і до жовтня 1946 року брав участь у Нюрнберзькому процесі.
Був прихильником швидкого проведення суду над нацистськими злочинцями без особливо ретельного дотримання процесуальних формальностей. За деякими даними, він говорив: «Весь сенс Нюрнберзького процесу полягає в тому, щоб забезпечити швидке та справедливе покарання за злочини».
Під головуванням І. Т. Нікітченко відкрилося перше (розпорядче) засідання Міжнародного трибуналу 18 жовтня 1945 року в Берліні.
Під час вироблення проекту вироку Трибуналу на пропозицію І. Т. Нікітченка в ньому було розширено розділ про расистські теорії нацистів, про агресивні ідеї «Майн кампф», про плани захоплення Європи та особливо її східної частини. 
Після проголошення вироку І. Т. Нікітченко висловив свою особливу думку, не погодившись з виправданням фон Папена, Фріче і Шахта, надзвичайно м'яким, на думку радянської сторони, покаранням для Гесса, засудженого до довічного позбавлення волі (Нікітченко зажадав для Гесса смертну кару), а також відмовою Трибуналу від визнання злочинними організаціями урядового кабінету, генерального штабу та вищого командування німецьких Збройних сил.

### Пізній період
У березні 1946 року був вдруге обраний до складу Верховного суду СРСР, по липень 1949 року працював заступником голови цього органу. З серпня 1949 року до вересня 1951 року начальник управління лінійних суден водного транспорту Міністерства юстиції СРСР.
Пізніше відійшов від активної діяльності, з вересня 1951 року на пенсії.
Помер у 1967 році, похований на Введенському цвинтарі (28 дільниця).

## Військові звання
- диввоєнюрист (17 січня 1936)
- генерал-майор юстиції (11 березня 1943)

## Нагороди
- Орден Леніна (двічі)
- Орден Червоного Прапора
- Орден Червоної Зірки
- Орден Вітчизняної війни І ступеня
- Медалі

## Сім'я
Син — Юрій Іонович Нікітченко (1923–1957). У вересні 1948 року застрелив офіцера, начальника військового патруля. Був заарештований та звинувачений у проведенні політичного терору. Завдяки зв'язкам батька був визнаний психічно неосудним. Утримувався в Казанській тюремно-психіатричній лікарні.
За твердженням Володимира Гусарова, заарештованого в 1952 році і який знаходився в Казанській ТПБ одночасно з Нікітченком, «Юрка все життя залишався вірним сином комуністичної вітчизни. <…> Нікітченко однаково зневажав і ув'язнених, і тюремників, <…> вийшов він на волю тільки після XX з'їзду і відразу незабаром помер». Похований на Введенському цвинтарі, там же 1967 року був похований батько.

## Пам'ять
Портрети І. Т. Нікітченка та Р. А. Руденка зображені на полях поштового блоку «70 років Міжнародному військовому трибуналу в Нюрнберзі», випущеного Поштою Росії 2016 року (номінал 70 руб., тираж 70 тис., художник-дизайнер А.А. Московець).